# Cricotopus carbonarius
Cricotopus carbonarius är en tvåvingeart som beskrevs av Jean-Jacques Kieffer 1922. Cricotopus carbonarius ingår i släktet Cricotopus och familjen fjädermyggor.
Artens utbredningsområde är Taiwan. Inga underarter finns listade i Catalogue of Life.